# Explorer 3
L'Explorer 3 fu un satellite statunitense appartenente al Programma Explorer, era praticamente simile all'Explorer 1.

## La missione
Explorer 3 fu lanciato il 26 marzo del 1958 alle 17:31:00 UTC tramite il vettore Jupiter-C.
Raggiunse l'orbita prestabilita e iniziò la sua missione, quasi subito ci si accorse che il satellite aveva una anomalia orbitale che lo portò a rientrare nell'atmosfera 93 giorni dopo il lancio.

## Il satellite
L'obiettivo di questa missione era continuare gli studi avviati con l'Explorer 1.
Explorer 3 ospitava al suo interno un rilevatore di raggi cosmici e un sensore per gli impatti con micrometeoriti.
I dati per ogni orbita venivano registrati su nastro magnetico e trasmessi a Terra grazie a due antenne in fibra di vetro utilizzate da due trasmettitori: uno da 60 milliwatt a 108,03 megahertz e il secondo da 10 milliwatt a 108 megahertz.
Le antenne in fibra di vetro venivano tenute dispiegate dalla rotazione del satellite stesso. 

L'energia veniva fornita da una batteria al nichel-cadmio, sufficiente ad alimentare il trasmettitore da 60 milliwatt per 31 giorni e quello da 10 milliwatt per 105 giorni.